# Mužika
Mužika (mužica, oklep, mokračica, poplić, lat. Androsace),  Rod jednogodišnjih biljaka i vazdazelenih trajnica iz porodice Primulaceae. Priznato je blizu 170 vrsta a rasprostranjene su po euroazijskom i sjevernoameričkom tlu.
U Hrvatskoj su poznate tri vrste, runjava mužika (A. villosa), štitkasta mužica (A. maxima) i mliječnobijela mužika ili mliječnobijeli oklep (A. lactea).

## Vrste
1. Androsace adenocephala Hand.-Mazz.
2. Androsace adfinis Biroli
3. Androsace aflatunensis Ovcz.
4. Androsace aizoon Duby
5. Androsace akbaitalensis Derganc ex O.Fedtsch.
6. Androsace alaica Ovcz. & S.B.Astan.
7. Androsace alaschanica Maxim.
8. Androsace alaskana Coville & Standl. ex Hultén
9. Androsace albana Steven
10. Androsace alchemilloides Franch.
11. Androsace alpina (L.) Lam.
12. Androsace americana Wendelbo
13. Androsace apus Franch. ex R.Knuth
14. Androsace × aretioides (Gaudin) Hegetschw.
15. Androsace × aretioides A.Kern.
16. Androsace armeniaca Duby
17. Androsace axillaris (Franch.) Franch.
18. Androsace baltistanica Y.J.Nasir
19. Androsace beringensis (S.Kelso, Jurtzev & D.F.Murray) Cubey
20. Androsace bidentata K.Koch
21. Androsace bisulca Bureau & Franch.
22. Androsace brachystegia Hand.-Mazz.
23. Androsace brahmaputrae Hand.-Mazz.
24. Androsace bryomorpha Lipsky
25. Androsace bulleyana Forrest
26. Androsace bungeana Schischk. & Bobrov
27. Androsace caduca Ovcz.
28. Androsace caespitosa Lehm. ex Spreng.
29. Androsace cernuiflora Y.C.Yang & R.F.Huang
30. Androsace chaixii Gren. & Godr.
31. Androsace chamaejasme Wulfen
32. Androsace ciliata DC.
33. Androsace ciliifolia Ludlow
34. Androsace constancei Wendelbo
35. Androsace coronata (Watt) Hand.-Mazz.
36. Androsace cortusifolia Nakai
37. Androsace croftii Watt
38. Androsace cuscutiformis Franch.
39. Androsace cuttingii C.E.C.Fisch.
40. Androsace cylindrica DC.
41. Androsace darvasica Ovcz.
42. Androsace dasyphylla Bunge
43. Androsace delavayi Franch.
44. Androsace dielsiana R.Knuth
45. Androsace dissecta (Franch.) Franch.
46. Androsace diversifolia C.Y.Wu
47. Androsace duthieana R.Knuth
48. Androsace elatior Pax & K.Hoffm.
49. Androsace elongata L.
50. Androsace engleri R.Knuth
51. Androsace erecta Maxim.
52. Androsace eritrichioides Gand.
53. Androsace × escheri Brügger
54. Androsace euryantha Hand.-Mazz.
55. Androsace exscapa Maximova
56. Androsace fedtschenkoi Ovcz.
57. Androsace filiformis Retz.
58. Androsace flavescens Maxim.
59. Androsace foliosa Duby
60. Androsace forrestiana Hand.-Mazz.
61. Androsace gagnepainiana Hand.-Mazz.
62. Androsace geraniifolia Watt
63. Androsace globifera Duby
64. Androsace globiferoides (Kunth) Hand.-Mazz.
65. Androsace gmelinii (L.) Roem. & Schult.
66. Androsace gorodkovii Ovcz. & Karav.
67. Androsace graceae Forrest ex W.W.Sm.
68. Androsace gracilis Hand.-Mazz.
69. Androsace graminifolia C.E.C.Fisch.
70. Androsace halleri L.
71. Androsace handel-mazzettii Kress
72. Androsace harrissii Duthie
73. Androsace hausmannii Leyb.
74. Androsace hazarica R.R.Stewart ex Y.J.Nasir
75. Androsace hedreantha Griseb.
76. Androsace × heeri W.D.J.Koch
77. Androsace helvetica (L.) All.
78. Androsace hemisphaerica Ludlow
79. Androsace henryi Oliv.
80. Androsace hohxilensis R.F.Huang & S.K.Wu
81. Androsace hookeriana Klatt
82. Androsace hopeiensis Nakai
83. Androsace × hybrida A.Kern.
84. Androsace idahoensis (Douglass M.Hend.) Cubey
85. Androsace incana Lam.
86. Androsace integra (Maxim.) Hand.-Mazz.
87. Androsace intermedia Ledeb.
88. Androsace jacquemontii Duby
89. Androsace khokhrjakovii Mazurenko
90. Androsace khumbuensis Dentant
91. Androsace komovensis Schönsw. & Schneew.
92. Androsace kouytchensis Bonati
93. Androsace kuczerovii Knjaz.
94. Androsace kuvajevii Mazurenko
95. Androsace lactea L.
96. Androsace lactiflora Fisch. ex Willd.
97. Androsace laevigata (A.Gray) Wendelbo
98. Androsace laggeri A.Huet
99. Androsace lanuginosa Wall.
100. Androsace laxa C.M.Hu & Y.C.Yang
101. Androsace lehmanniana Spreng.
102. Androsace lehmannii Wall. ex Duby
103. Androsace limprichtii Pax & K.Hoffm.
104. Androsace longifolia Turcz.
105. Androsace lowariensis Y.J.Nasir
106. Androsace ludlowiana Hand.-Mazz.
107. Androsace mairei H.Lév.
108. Androsace × marpensis G.F.Sm.
109. Androsace mathildae Levier
110. Androsace maxima L.
111. Androsace medifissa Y.L.Chen & Y.C.Yang
112. Androsace minor (Hand.-Mazz.) C.M.Hu & Y.C.Yang
113. Androsace mirabilis Franch.
114. Androsace mollis Hand.-Mazz.
115. Androsace montana (A.Gray) Wendelbo
116. Androsace mucronifolia Watt
117. Androsace multiscapa Duby
118. Androsace muscoidea Duby
119. Androsace nivalis (Lindl.) Wendelbo
120. Androsace nortonii Ludlow
121. Androsace obtusifolia All.
122. Androsace occidentalis Pursh
123. Androsace ochotensis Roem. & Schult.
124. Androsace ojhorensis Y.J.Nasir
125. Androsace ovalifolia Y.C.Yang
126. Androsace ovczinnikovii Schischk. & Bobrov
127. Androsace pavlovskii Ovcz.
128. Androsace paxiana R.Knuth
129. Androsace × pedemontana Rchb.
130. Androsace phaeoblephara Hand.-Mazz.
131. Androsace podlechii Wendelbo
132. Androsace poissonii R.Knuth
133. Androsace pomeiensis C.M.Hu & Y.C.Yang
134. Androsace pubescens DC.
135. Androsace pyrenaica Lam.
136. Androsace refracta Hand.-Mazz.
137. Androsace rhizomatosa Hand.-Mazz.
138. Androsace rigida Hand.-Mazz.
139. Androsace rioxana A.Segura
140. Androsace rockii W.E.Evans
141. Androsace rotundifolia Hardw.
142. Androsace runcinata Hand.-Mazz.
143. Androsace russellii Y.J.Nasir
144. Androsace sajanensis Stepanov
145. Androsace salasii Kurtz
146. Androsace sarmentosa Wall.
147. Androsace selago Hook.f. & Thomson ex Klatt
148. Androsace sempervivoides Jacquem. ex Duby
149. Androsace septentrionalis L.
150. Androsace sericea Ovcz.
151. Androsace sessiliflora Turrill
152. Androsace similis Craib
153. Androsace spinulifera (Franch.) R.Knuth
154. Androsace squarrosula Maxim.
155. Androsace staintonii Y.J.Nasir
156. Androsace stenophylla (Petitm.) Hand.-Mazz.
157. Androsace strigillosa Franch.
158. Androsace sublanata Hand.-Mazz.
159. Androsace sutchuenensis Franch.
160. Androsace tanggulashanensis Y.C.Yang & R.F.Huang
161. Androsace tapete Maxim.
162. Androsace tibetica (Maxim.) R.Knuth
163. Androsace tonkinensis Bonati
164. Androsace tribracteata R.F.Huang
165. Androsace triflora Adams
166. Androsace umbellata (Lour.) Merr.
167. Androsace vandellii (Turra) Chiov.
168. Androsace vegae R.Knuth
169. Androsace villosa L.
170. Androsace vitaliana (L.) Lapeyr.
171. Androsace wardii W.W.Sm.
172. Androsace wilsoniana Hand.-Mazz.
173. Androsace wulfeniana (Sieber ex Koch) Rchb.
174. Androsace yargongensis Petitm.
175. Androsace zambalensis (Petitm.) Hand.-Mazz.
176. Androsace zayulensis Hand.-Mazz.